# Seereise-Denkmünze 1892/93

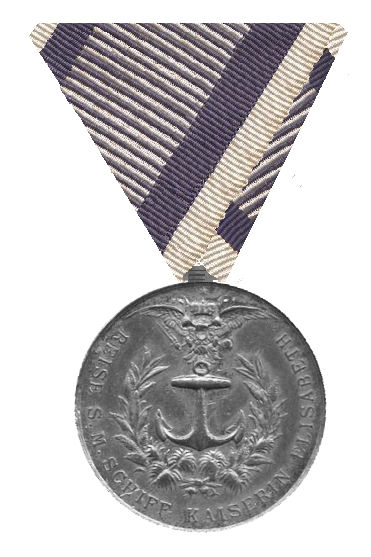
Medaille (Avers)

Die Seereise-Denkmünze 1892/93 wurde am 11. November 1893 durch Kaiser Franz Joseph I. von Österreich-Ungarn gestiftet und konnte an alle Teilnehmer der zehn Monate dauernden Fernostreise auf der Kaiserin Elisabeth, darunter der Thronfolger Erzherzog Franz Ferdinand, verliehen werden.
Die aus vergoldeter Geschützbronze bestehende Medaille zeigt einen Anker, der von einem Kranz tropischer Pflanzen umgeben ist. Über dem Anker ist mit weit ausgebreiteten Schwingen der Doppeladler zu sehen. Umlaufend REISE S. M. SCHIFF KAISERIN ELISABETH. Rückseitig die verschlungenen Initialen F F (Franz Ferdinand) und die sechszeilige Inschrift OST INDIEN AUSTRALIEN SÜDSEE-INSEL CHINA JAPAN 1892–1893. Darunter ist noch ein zusammengebundener Blätterkranz zu sehen.
Die Auszeichnung wurde an einem weißen Band mit blauen Randstreifen, das dazwischen blau gewässert war, auf der linken Brust getragen.